# استاپلر جراحی

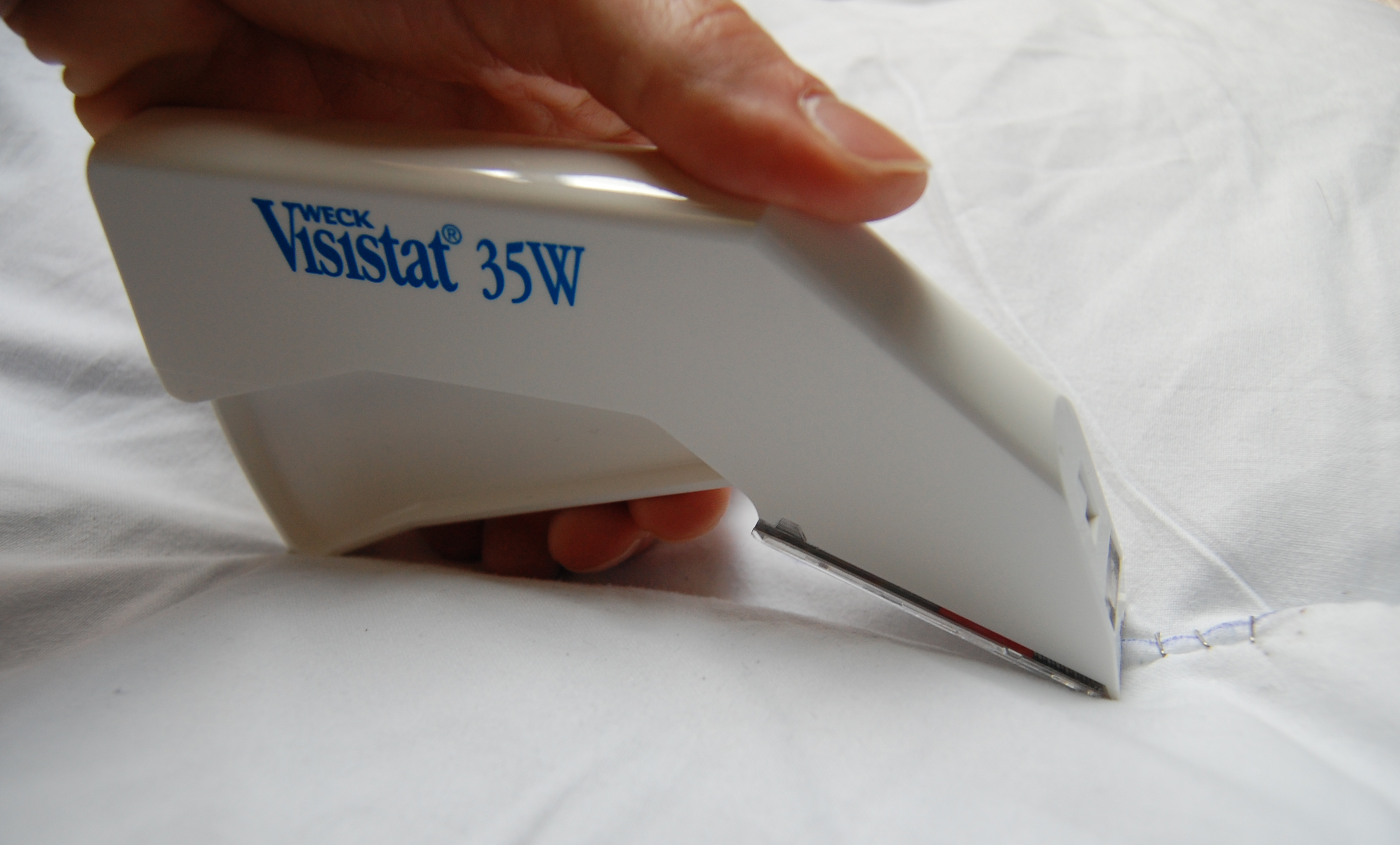
Skin stapler 01

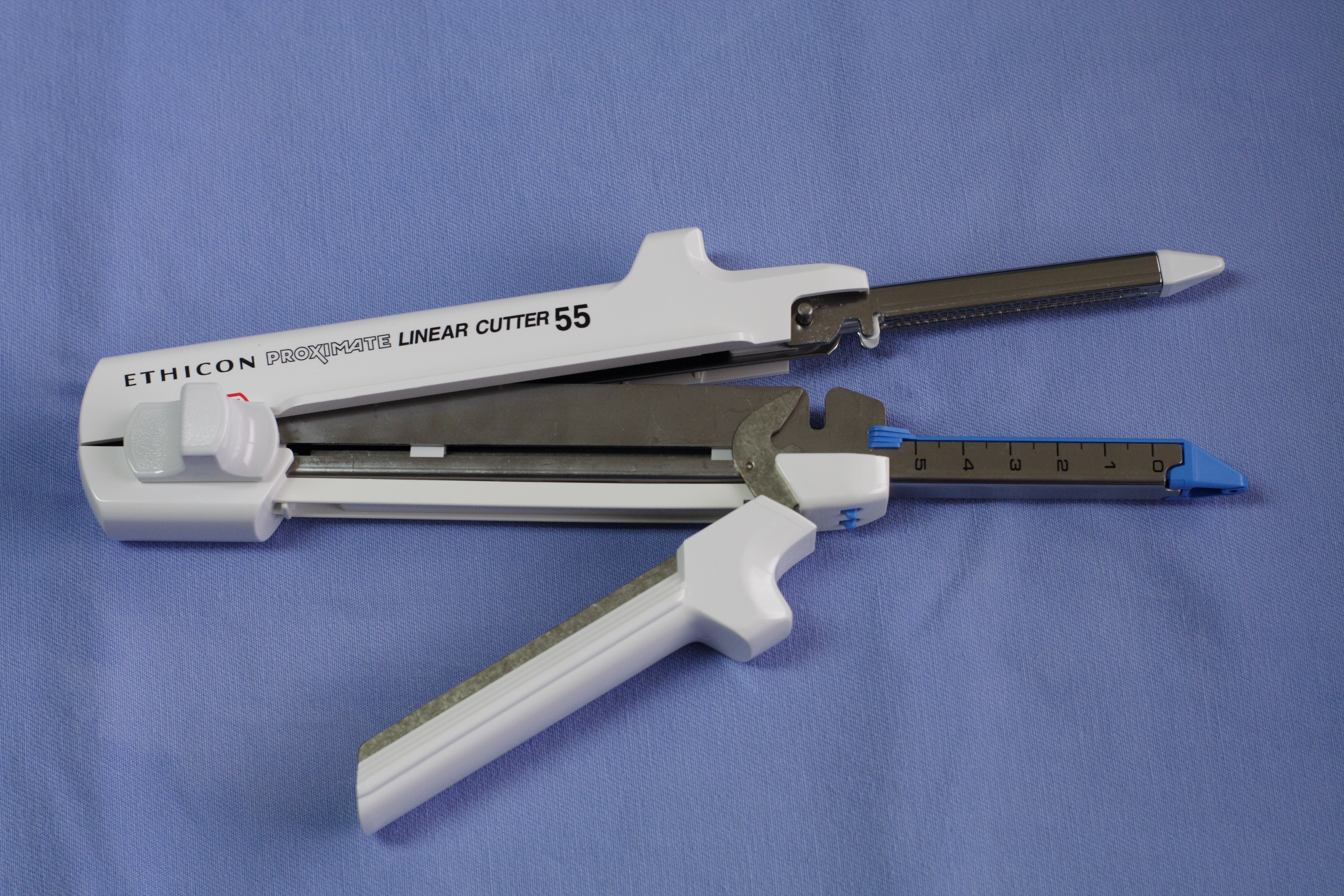
استاپلرهای خطی (طولی)

استاپلر یا منگنه جراحی (به انگلیسی: surgical stapler) نام دستگاهی است که جهت قرار دادن گیره‌های منگنه‌ای جراحی بر روی پوست کاربرد دارد. این گیره‌ها جهت نزدیک نمودن لبه‌های پوست، اتصال (آناستوموز) یا حذف بخشی از بافت معده یا روده مورد استفاده قرار می‌گیرد.
- این دستگاه معمولاً پلاستیکی بوده و حاوی تعدادی سوزن منگنه استریل می‌باشد.[۱] این دستگاه به دو صورت یک بار مصرف و چندبار مصرف در دسترس می‌باشد. نوع یکبار مصرف آن توسط کارخانه ساخته و استریل می‌شود و پس از استفاده دور انداخته می‌شود.[۲]

## مزایا
- اتصال بهتر لبه‌های پوست
- زیبایی بیشتر
- کاهش احتمال عفونت به دلیل استریل بودن
- وزن کم، سهولت در استفاده و دید بهتر[۳]
- افزایش سرعت جراح[۱]
- تحریک بافتی کمتر
- کاهش خونریزی
- قابل استفاده به وسیله آندوسکوپ[۲]

## معایب
- قیمت بالا
- ایجاد مشکل در صورت استفاده نادرست در روش مدور یا خطی

## انواع و کاربرد
1. استاپلرهای پوست (Skin Stapler): مورد استفاده در جراحی‌های عمومی، زنان و زایمان، ارتوپدی، اورولوژی، جراحی قفسه سینه و پلاستیک.
2. استاپلرهای خطی (طولی) (Linear stapler):مورد استفاده در جراحی‌های عمومی، درمان چاقی، قفسه سینه، رکتوم و آناستوموزهای جانبی
3. استاپلرهای مدور داخل لومن (Internal circular stapler):مورد استفاده در آناستوموز رکتوم یا مری و عروق
4. استاپلر مسدودکننده و تقسیم‌کننده (Ligating and dividing stapler): جهت مسدود و تقسیم ساختن ساختمان‌های لوله‌ای (توبولی)
5. استاپلر آندوسکوپی
6. کوترهای خطی (Linear cutting stapler):مورد استفاده در جراحی شکم، جراحی توراکس، زنان و زایمان، کودکان و آناستوموز اندام‌ها و بافتها[۲][۴][۵][۶][۷]